# Alianza de Ciudades
La Alianza de Ciudades es una asociación global formada conjuntamente por el Banco Mundial y el Programa de Naciones Unidas para los Asentamientos Humanos (más tarde conocido como ONU-Hábitat) para distribuir subvenciones, compartir información entre gobiernos locales y hacer recomendaciones de políticas "para abordar la pobreza urbana países en desarrollo". Sus objetivos principales incluyen desarrollar "marcos de políticas nacionales para abordar las necesidades de desarrollo urbano, desarrollar e implementar estrategias y planes locales inclusivos, fortalecer la capacidad de las ciudades para proporcionar mejores servicios en áreas urbanas informales" y "desarrollar mecanismos para involucrar a los ciudadanos en la gobernanza de ciudades o zonas urbanas".

## Trayectoria
Fundada en 1999 al concluir la Cumbre Internacional de Alcaldes, los miembros iniciales de la Alianza de Ciudades fueron agencias de ayuda bilateral de los Estados Unidos, Japón, Alemania, el Reino Unido y Canadá, además de cuatro asociaciones de autoridades locales. Desde su inicio, la Alianza de las Ciudades ha sido clara en su intención de "financiar exclusivamente los esfuerzos de asociación de múltiples partes interesadas", con la intención de generar cooperación entre el gobierno, las ONG, las organizaciones internacionales y las divisiones de defensa ciudadana para apoyar la gobernanza local activa, ciudadanía y crecimiento económico. Estos esfuerzos implican "miembros regionales en África, Asia y América Latina".
Además, la Alianza de Ciudades "ha hecho de la transparencia y el acceso a la información un aspecto importante de su proceso de toma de decisiones" de conformidad con el principio cinco de la Declaración de París sobre eficacia de la ayuda. Esta es una de las formas en que Alianza de Ciudades se alinea con el pensamiento actual sobre el tema. A través de sus programas de país, por ejemplo, están fortaleciendo "un marco para mejorar la cooperación entre las partes interesadas urbanas y las inversiones públicas y privadas en las comunidades urbanas", haciéndose eco de los temas de armonización, alineación y propiedad de la Declaración de París.
Además de los esfuerzos de distribución y monitoreo de subvenciones, Alianza de Ciudades también sirve como "un medio para compartir información y experiencias entre varios gobiernos locales", para alentar el desarrollo de mejores prácticas en planificación urbana, mapeo y prestación de servicios, con intercambio de conocimientos colocar en varios foros. Fue esta misma función de coordinación la que impulsó la ubicación de la Secretaría de Alianza de Ciudades, primero en Washington D. C. y luego en Bruselas, con el fin de "alentar una estrecha coordinación entre el papel de asistencia técnica que promocionará la Alianza de Ciudades" con el mayor "préstamo para proyectos urbanos". Este movimiento, de Washington D. C. a Bruselas en 2013, correspondió con la salida de la Alianza de Ciudades del Banco Mundial, momento en el que cayó bajo los auspicios de la Oficina de Servicios de Proyectos de la ONU (UNOPS), luego de una "selección impulsada por la asociación proceso" para convertirlo en su secretaría y administrador.

## Prácticas
Las prácticas básicas de Alianza de Ciudades se describieron en su informe anual de 2003, en el que se pedía "un ataque contra la pobreza urbana al centrarse en dos áreas: la estrategia de desarrollo de la ciudad (CDS) y la mejora de los asentamientos de ocupantes ilegales en toda la ciudad". Desde entonces, esto se ha expandido para incluir otras modalidades, pero aún forma la base de Alianza de Ciudades, que se centra en "la ciudad y su región en lugar de en sectores", lo que la hace relativamente inusual.

### Estrategias de Desarrollo Urbano (EDU)
Las Estrategias de Desarrollo Urbano se posicionan "como un mecanismo para crear una visión compartida del futuro de la ciudad entre todos los interesados". Se "basan en una evaluación de las perspectivas de crecimiento económico de cada ciudad y tienen como objetivo mejorar su competitividad" y se centran en "una mejor gobernanza urbana, responsabilidad fiscal y el establecimiento de prioridades claras para la acción y la inversión". Un ejemplo destacado de un programa EDU de Alianza de Ciudades se puede encontrar en Filipinas. En 1999, el "Banco Mundial / Japón, concurrente con PNUD / ONU-HABITAT, apoyó el desarrollo de EDU en tres ciudades. Posteriormente, "la Liga Municipal de Filipinas" amplió el proyecto "a muchas más ciudades de las incluidas inicialmente", debido a la capacidad del EDU para ayudar a los líderes a comprender "el desarrollo económico de la ciudad" y eliminar "las limitaciones para un funcionamiento eficiente", elevando el nivel de vida de sus ciudadanos.

### Mejora de Asentamientos Informales
La mejora de Asentamientos Informales o la entrega de "un paquete de servicios básicos: suministro de agua limpia y disposición adecuada de aguas residuales para mejorar el bienestar de la comunidad" y "legalizar y 'regularizar' las propiedades en situaciones de tenencia insegura o poco clara" fue, y sigue siendo, uno de los primeros focos de la Alianza de Ciudades. Entre los proyectos destacados de mejoramiento de barrios marginales emprendidos por Alianza de Ciudades se incluyen: 
- Una instalación de financiación de infraestructura dirigida por la comunidad en Mumbai.[13]
- La Iniciativa de Financiación de Refugios para los Pobres en Perú, India, México, Ecuador y Kenia.[14]
- Una estrategia nacional de mejoramiento de barrios marginales en Filipinas.[15]
- El Proyecto de Mejoramiento Urbano de Vietnam (VUUP).[16]
- Programa Legal Barrio en São Paulo.[17]
- Programa Nacional de Apoyo a la Actualización (NUSP) en Sudáfrica.[18]

### Programas por país
Los programas por país se consideran el "punto básico de su programa de trabajo para el apoyo programático a largo plazo". Son un marco que incluye "gobiernos nacionales y locales, comunidades urbanas pobres, miembros de la Alianza de Ciudades, inversores y otros socios" y fondos para proyectos. En su Programa de País, Uganda, por ejemplo, los proyectos se dirigen "no solo a la mayor parte de la urbanización, sino también donde las limitaciones de capacidad, los retrasos en la infraestructura y los desafíos de accesibilidad son los más extremos". 

### Fondo catalítico
El Fondo Catalizador de Alianza de Ciudades es un fondo para pequeñas donaciones ($ 50,000 a $ 200,000), destinado a "catalizar procesos de transformación urbana que promuevan ciudades inclusivas" y avanzar en el conocimiento colectivo "a través del aprendizaje extraído de las experiencias del proyecto" y se emiten a lo largo de temas seleccionados. Los temas en cuestión varían, pero en años anteriores, incluyeron "Conozca su ciudad" y "Juventud y ciudad".

### Gestores
Alianza de Ciudades ha tenido varios defensores de alto perfil en su historia, que incluyen: 
- Clare Short : política británica, Short ha sido miembro del brazo político de la Alianza de Ciudades desde 2006.[24]
- Sheela Patel : La fundadora de la Sociedad para la Promoción de Centros de Recursos de Área (SPARC) es una alumna del brazo de políticas, alejándose de su cargo en 2007.[25]
- Mary Houghton : Cofundadora de ShoreBank, Houghten es, según se informa, una exmiembro de la Junta Asesora de Políticas desde 2001 hasta 2004.[26]
- Somsook Boonyabancha: el sitio web de la Alianza de Ciudades enumera al Secretario General de la Coalición Asiática por los Derechos de Vivienda (CADH) como activo en la Junta Asesora de Políticas desde 2001 hasta 2004.
- Jean Pierre Elong Mbassi: El Secretario General de CGLU - África también es miembro de la Junta Asesora de Política de la Alianza de Ciudades.[27][28]
- Richard Webb Duarte : El expresidente del Banco Central del Perú participó en la Junta Asesora de Políticas.[29]
- Juanita Amatong : La ex Secretaria de Finanzas de Filipinas también fue miembro de la Junta Asesora de Políticas.[30]
- Paulo Teixeira : Este miembro del Congreso Nacional de Brasil contribuyó a la Junta Asesora de Políticas.[31]
- Nicephore Soglo : El expresidente de Benín, según el sitio web de la Alianza de Ciudades, comenzó su compromiso con la Junta Asesora de Políticas en 2007.[32]
- Mark Hildebrand: El exjefe de la División de Cooperación Técnica de ONU-Hábitat también fue gerente de la Alianza de Ciudades desde 1999 hasta 2006.[33]

## Logros
La Alianza de Ciudades ha sido acreditada con varios desarrollos importantes en el campo de la innovación urbana, desde su inicio. "Desarrollado en el marco de la Alianza de Ciudades", el "Plan de acción Ciudades sin barrios marginales", lanzado por Nelson Mandela, estableció una agenda y objetivos para mejorar las condiciones "de al menos 100 millones de habitantes de asentamientos informales para 2020". Posteriormente, esto fue "aprobado en la Cumbre del Milenio de la ONU" y se refleja en el Objetivo 7, Meta 11 de los Objetivos de Desarrollo del Milenio . En 2009, basándose en su historial, la Alianza de Ciudades recibió una subvención de la Fundación Bill y Melinda Gates para continuar su trabajo en la mejora de los asentamientos informales en Burkina Faso, Ghana y Uganda a través de sus programas de país. También ha creado una serie de programas notables, incluidos varios foros urbanos y sus programas de Tierras, Servicios y Ciudadanía. Este último "tiene como objetivo apoyar el diálogo sobre políticas nacionales y locales para promover una urbanización sostenible, garantizar el empoderamiento de los gobiernos locales y reforzar la importancia de la participación activa de la comunidad" mediante la alineación de "esfuerzos de desarrollo urbano a nivel nacional, de ciudad y comunitario" en Ghana y Vietnam.

## Miembros
La Alianza de Ciudades tiene una amplia gama de miembros, incluidas las autoridades locales, los gobiernos nacionales, las organizaciones no gubernamentales, las organizaciones multilaterales, el sector privado, las fundaciones y las instituciones de conocimiento. Los miembros actuales y anteriores incluyen: 
- Agencia Francesa de Desarrollo (AFD)
- Fundación AVSI (AVSI)
- Bundesministerium für wirtschaftliche Zusammenarbeit und Entwicklung (BMZ)
- Ministério Das Cidades de Brasil.[36]
- Caixa Econômica Federal (CAIXA)
- Foro de Gobierno Local de la Commonwealth (CLGF)
- El Departamento de Desarrollo Internacional (DFID).[37]
- Ministerio de Desarrollo Urbano, Vivienda y Construcción de Etiopía.[38]
- La Organización Alemana para la Cooperación Internacional (GIZ).[39]
- Hábitat para la Humanidad Internacional.[40]
- Consejo Coordinador de Vivienda y Desarrollo Urbano (HUDCC)
- Instituto de Estudios de Vivienda y Desarrollo Urbano (IHS)
- Gobiernos locales para la sostenibilidad (ICLEI)
- KfW (KfW)
- Liga de Ciudades de Filipinas (LCP)
- El Ministerio francés de Asuntos Exteriores y Desarrollo Económico (MAEDI).[41]
- La Asociación Mundial de Grandes Metrópolis (Metrópolis)
- Departamento de Cooperación Internacional y Apoyo a las Políticas (MINVU)
- Ministerio de Obras, Vivienda y Desarrollo Urbano de Nigeria.[42]
- Real Ministerio de Asuntos Exteriores de Noruega
- Red Omidyar
- Secretaría de Estado de Asuntos Económicos (SECO)
- Slum Dwellers International (SDI).[43]
- Agencia Sueca de Cooperación Internacional para el Desarrollo (SIDA)
- Departamento de Asentamientos Humanos de Sudáfrica.[44]
- La Fundación Ford[45]
- Ciudades y Gobiernos Locales Unidos (CGLU).[46]
- Fondo de Desarrollo de Capital de las Naciones Unidas (FNUDC)
- Programa de las Naciones Unidas para el Medio Ambiente (PNUMA).[47]
- Programa de las Naciones Unidas para el Desarrollo (PNUD)
- Programa de las Naciones Unidas para los Asentamientos Humanos (ONU-Hábitat).[48]
- Fondo de las Naciones Unidas para la Infancia (UNICEF)
- Mujeres en el empleo informal: globalización y organización (WIEGO)
- Banco Mundial

## Otras lecturas
- Ciudades Alianza Recursos de conocimiento
- Kit de herramientas CDS de Cities Alliance